# Chudania delecta
Chudania delecta är en insektsart som beskrevs av William Lucas Distant 1908. Chudania delecta ingår i släktet Chudania och familjen dvärgstritar. Inga underarter finns listade i Catalogue of Life.